# Марсел Гриол
Марсѐл Грио̀л (на френски: Marcel Griaule) е френски антрополог.

## Биография
Роден е на 16 май 1898 година в Ези сюр Армансон. Завършва Националния институт за източни езици и цивилизации и в Междувоенния период провежда редица експедиции в Африка, като особено задълбочени са изследванията му на догоните. Работи в Националния институт за източни езици и цивилизации и в Практическата школа за висши изследвания.
Марсел Гриол умира на 23 февруари 1956 година в Париж.